# Shawn Crawford
Shawn Crawford (ur. 14 stycznia 1978 w Van Wyck) – amerykański lekkoatleta, sprinter, trzykrotny medalista olimpijski, brązowy medalista mistrzostw świata.
W 2013 został ukarany dwuletnią dyskwalifikacją za naruszenie przepisów antydopingowych (w ciągu 18 miesięcy trzykrotnie nie dopełnił obowiązku poinformowania agencji antydopingowej o miejscu swojego pobytu).

## Sukcesy
| Rok  | Zawody                    | Miasto    | Miejsce | Konkurencja | Czas    |
| ---- | ------------------------- | --------- | ------- | ----------- | ------- |
| 2001 | Halowe mistrzostwa świata | Lizbona   | 1       | 200 m       | 20,63 s |
| 2001 | Mistrzostwa świata        | Edmonton  | 3       | 200 m       | 20,20 s |
| 2004 | Halowe mistrzostwa świata | Budapeszt | 2       | 60 m        | 6,52 s  |
| 2004 | Igrzyska olimpijskie      | Ateny     | 1       | 200 m       | 19,79 s |
| 2004 | Igrzyska olimpijskie      | Ateny     | 2       | 4 × 100 m   | 38,08 s |
| 2008 | Igrzyska olimpijskie      | Pekin     | 2       | 200 m       | 19,96 s |

## Rekordy życiowe

### hala
- bieg na 60 metrów – 6,47 (2004)
- bieg na 200 metrów – 20,26 (2000)

### stadion
- bieg na 100 metrów – 9,88 (2004) / 9,86w (2004)
- bieg na 200 metrów – 19,79 (2004) / 19,73w (2009)